# Philosophiæ naturalis principia mathematica
Cet article concerne l’œuvre d'Isaac Newton. Pour l'œuvre d'Alfred North Whitehead et Bertrand Russell, voir Principia Mathematica.
Philosophiæ naturalis principia mathematica (latin pour « Principes mathématiques de la philosophie naturelle »), souvent abrégé en Principia ou Principia Mathematica, est l'œuvre maîtresse d'Isaac Newton. Cet ouvrage en latin est publié à Londres en 1687.
Sa troisième édition latine de 1726, dont le texte a été révisé et enrichi une dernière fois par Newton, est généralement considérée comme une référence.

## Une œuvre fondamentale
Philosophiæ naturalis principia mathematica est un des plus importants livres scientifiques jamais édités. Le physicien-mathématicien Alexis Clairaut déclare en 1747, environ neuf ans avant la publication de la traduction française : « Le fameux Livre des principes mathématiques de la philosophie naturelle a été l’époque d’une grande révolution dans la Physique,. »
Dans cet ouvrage, Isaac Newton applique « les lois mathématiques à l'étude des phénomènes naturels ». Cela donne ce que l'on appelle de nos jours les lois du mouvement de Newton, lois qui établissent le fondement de la mécanique newtonienne, ainsi que la loi universelle de la gravitation.
À partir de ces lois, Newton déduit aussi les lois de Kepler du mouvement des planètes, qui ont été obtenues empiriquement par Johannes Kepler. De nombreuses autres choses y sont aussi exposées : les lois des chocs, le mouvement des fluides, la théorie des marées, etc.
En formulant ces théories physiques, Newton développe le calcul infinitésimal, un domaine des mathématiques. Néanmoins, le langage du calcul infinitésimal est largement absent des Principia car Newton y a reformulé la majorité de ses démonstrations en arguments géométriques, le langage courant de la physique à cette époque.
Dans son édition originale en latin (Londres, 1687), l'œuvre s'ouvre par une préface au lecteur (Praefatio ad lectorem) et un hommage à l'auteur par Edmond Halley : In viri praestantissimi D. Isaaci Newtoni opus hocce mathematico-physicum saeculi gentisque nostrae decus egregium.
Le traité lui-même commence par des définitions (Philosophiae naturalis principia mathematica : definitiones, p. 1-11) et des lois ou axiomes (Axiomata sive leges motus, p. 12-25). Suivent trois parties (ou « livres ») sur le « mouvement des corps » et le « système monde » :
1. De motu corporum : liber primus (Sur le mouvement des corps : livre premier), p. 26-235 ;
2. De motu corporum : liber secundus (Sur le mouvement des corps : livre second), p. 236-400 ;
3. De mundi systemate : liber tertius (Sur le système du monde : livre troisième), p. 401-510.

Le tout forme un volume in-quarto de 510 pages.

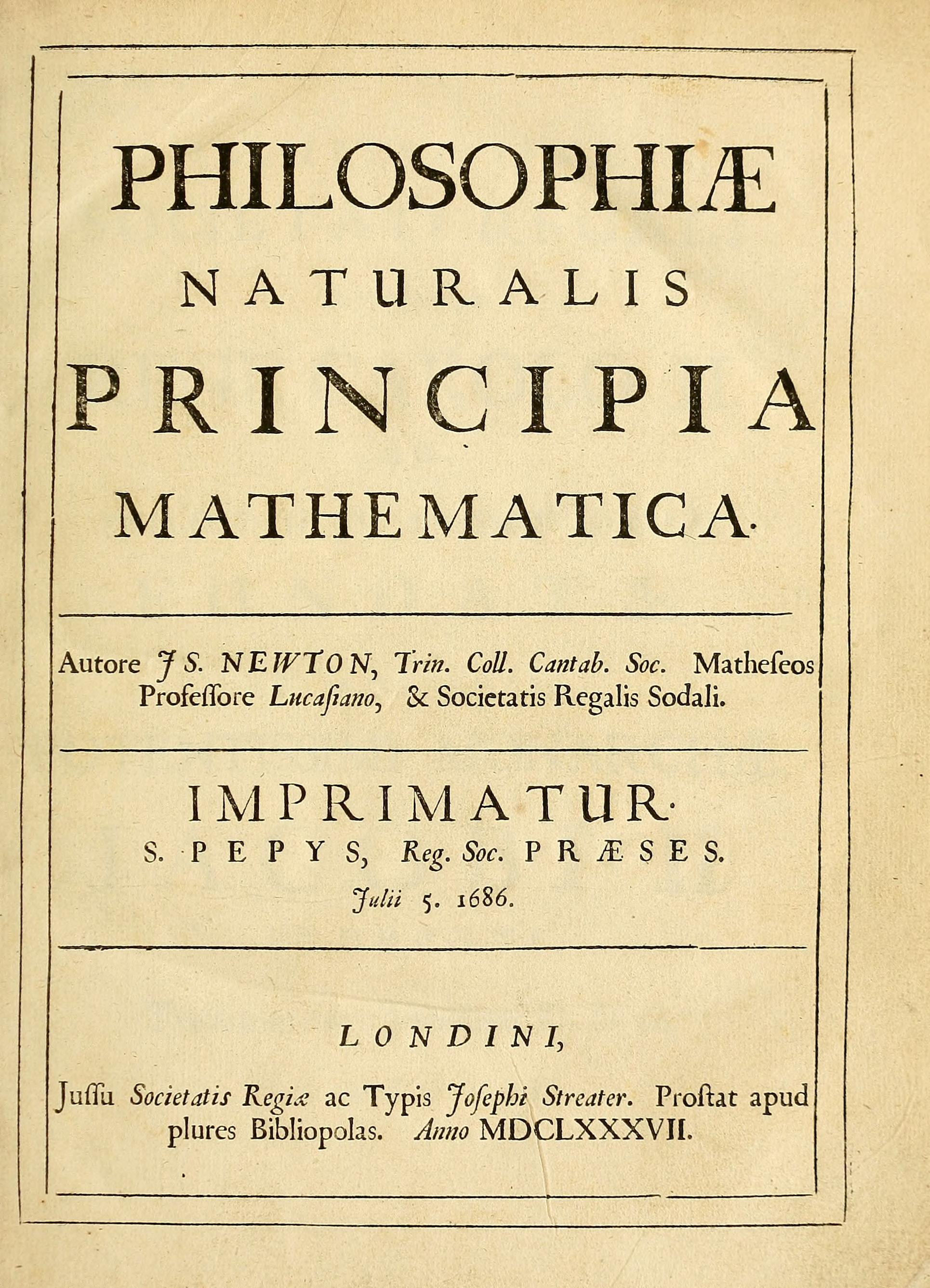
Page titre.
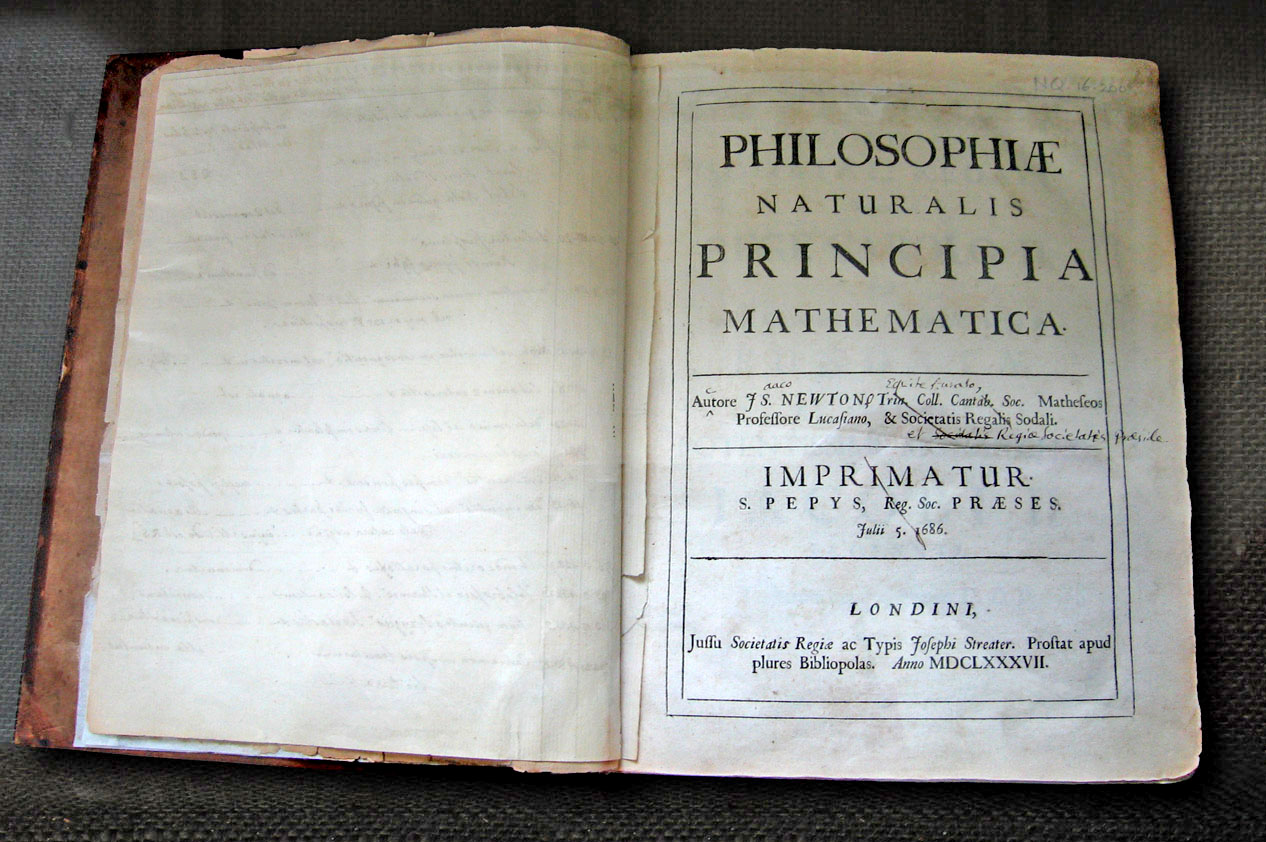
L'exemplaire de Newton, avec ses propres notes en vue de la seconde édition.
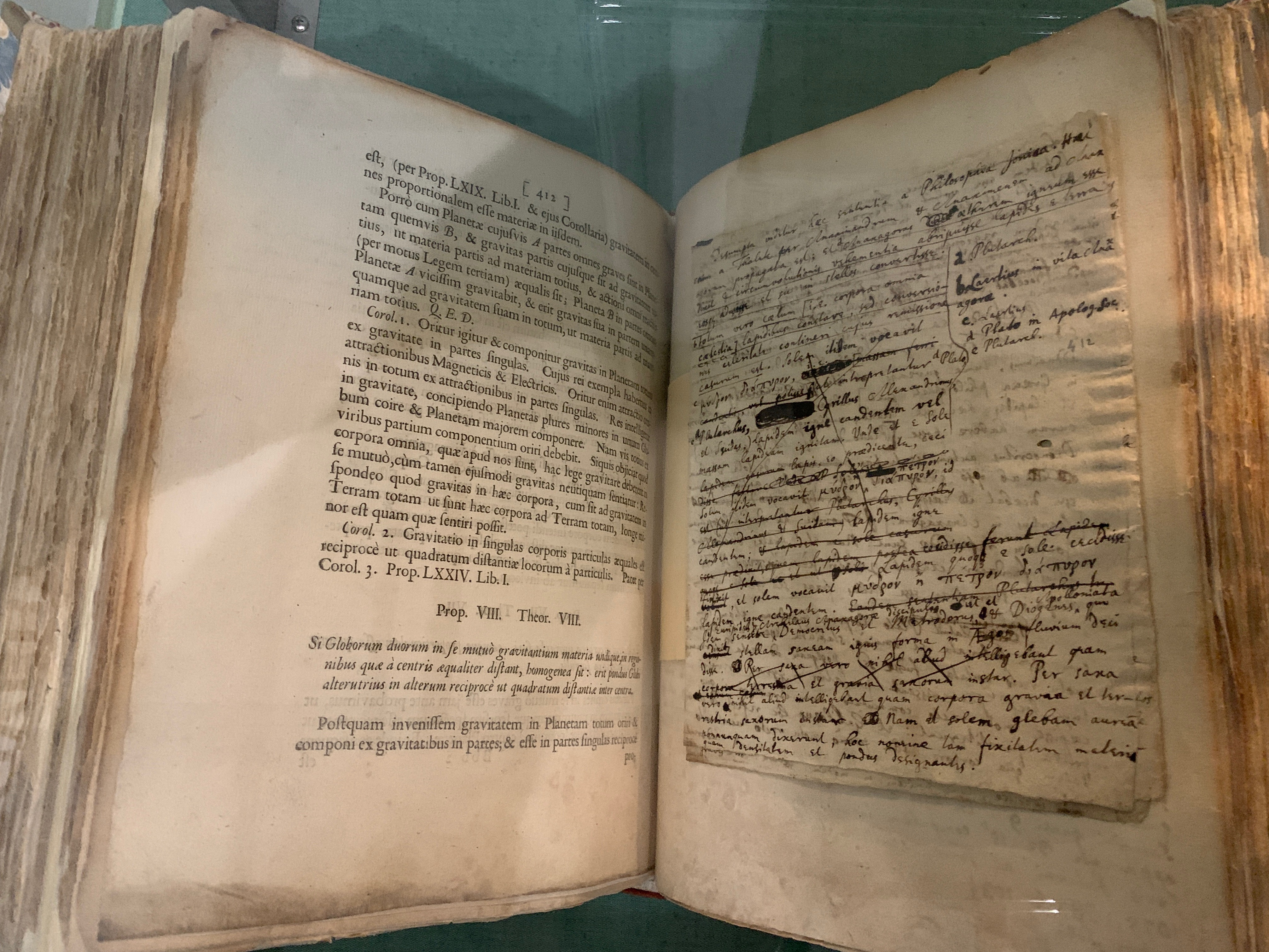
Notes personnelles de Newton dans la première édition.

## Éditions
- Philosophiae naturalis principia mathematica, auctore Is. Newton, Londini, iussu Societatis Regiae ac typis Josephi Streater, anno MDCLXXXVII (editio princeps). La page de titre signale qu'il a reçu son imprimatur le 5 juillet de l'année précédente par le président de la Royal Society, Samuel Pepys[5].
- Philosophiae naturalis principia mathematica, auctore Isaaco Newtono, Cantabrigiae, MDCCXIII (editio secunda).
- Philosophiae naturalis principia mathematica, auctore Isaaco Newtono, Editio tertia aucta & emendata, Londini, apud Guil. & Ioh. Innys, MDCCXXVI (tertia et ultima editio).

### Localisation de certaines éditions
De nombreuses collections de livres rares possèdent des éditions originales des Philosophiae Naturalis Principia Mathematica. Par exemple :
- la Wren Library au Trinity College, l'université de Cambridge au Royaume-Uni, possède le propre exemplaire de Newton avec ses notes manuscrites en vue de la seconde édition ;
- le Whipple Museum of the History of Science à Cambridge possède un exemplaire de la première édition qui a appartenu à Robert Hooke ;
- la Fisher Library à l'Université de Sydney possède une première édition annotée par un mathématicien dont l'identité est incertaine ainsi que les notes correspondantes de Newton lui-même ;
- La Pepys Library au Magdalene College de Cambridge, possède l'exemplaire de Samuel Pepys (troisième édition).

Une édition fac-similé de l'édition de 1726 fut publiée en 1972 par Alexandre Koyré et I. Bernard Cohen (Presses universitaires de Cambridge, 1972  (ISBN 0-674-66475-2)).

## Traductions
- (en) The Mathematical Principles of Natural Philosophy, traduit du latin en anglais par Benjamin Motte (en), 1729.
- (en) The Principia - Mathematical Principles of Natural Philosophy, traduit du latin en anglais par I. Bernard Cohen et Anne Whitman, University of California Press, 1999 (aperçu en ligne).
- Principes mathématiques de la philosophie naturelle, traduit en français par Émilie du Châtelet, 1756-1766[3] (lire en ligne sur Gallica : vol. 1 et vol. 2)..

De nombreuses autres traductions ont été effectuées, dont une (supposée) en arabe en 1789 par Tafazzul Husain Khan (en).

#### Éditions en ligne
- (la) L'édition de 1687 numérisée par le SICD des universités de Strasbourg.
- La traduction et les commentaires d'Émilie du Châtelet
  - 1re éd., 1756 : En ligne, numérisation e-rara.ch
  - 2e  éd., 1759 :
    - BnF
    - Les Classiques des sciences sociales